# Unione Calcio Sampdoria 2012-2013
Questa voce raccoglie le informazioni riguardanti l'Unione Calcio Sampdoria nelle competizioni ufficiali della stagione 2012-2013.

## Stagione

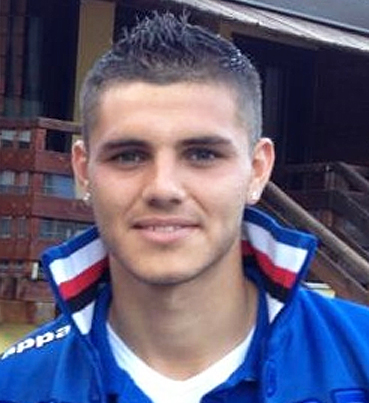
Mauro Icardi, 10 reti nella stagione di esordio in Serie A.

Tornata in Serie A dopo un solo anno, grazie alla vittoria dei play-off, la Sampdoria viene condannata a iniziare il campionato 2012-2013 con un punto di penalizzazione per le sentenze relative allo scandalo italiano del calcioscommesse del 2011. Nonostante sette sconfitte di fila (primato negativo del club in massima serie), la Sampdoria raggiunge la salvezza con due turni di anticipo risultando, inoltre, l'unica squadra del torneo a battere i campioni della Juventus in casa e in trasferta.
Il 21 gennaio 2013, scompare il presidente Riccardo Garrone cui succede, dal 28 febbraio, suo figlio Edoardo.

## Divise e sponsor
Lo sponsor tecnico per la stagione 2012-2013 è Kappa, lo sponsor ufficiale rimane Gamenet.
Le maglie si presentano simili all'anno precedente, fatta eccezione per la divisa da trasferta bianca, che analogamente alle altre due maglie, presenta le righe blucerchiate orizzontali e non diagonali, e per la maglia del portiere che passa dal verde acceso a un grigio anni '70 con colletto e bordi blu.
Altre piccole modifiche sono lo spostamento dello scudetto con il "baciccia" sulla manica sinistra, la scritta "U.C. Sampdoria" in corsivo sul retro del colletto e lo sponsor "Gamenet" più lineare rispetto all'anno precedente.
| Casa | Trasferta | Terza Divisa |

## Organigramma societario
Consiglio di Amministrazione
- Presidente: Riccardo Garrone (fino al 21 gennaio 2013) poi Edoardo Garrone (dal 28 febbraio 2013)
- Vicepresidente Vicario: Edoardo Garrone (fino al 28 febbraio 2013)
- Vice presidente: Monica Mondini (dal 28 febbraio 2013), Fabrizio Parodi
- Amministratore Delegato: Rinaldo Sagramola
- Consiglieri: Enrico Cisnetto, Vittorio Garrone, Paolo Lanzoni (dal 28 febbraio 2013), Monica Mondini (fino al 28 febbraio 2013), Stefano Remondini, Emanuele Repetto, Giorgio Vignolo

Direzione Aziendale
- Amministratore Delegato e Direttore Generale: Rinaldo Sagramola

Area organizzativa
- Segretario Generale: Massimo Cosentino
- Area Segreteria: Federico Valdambrini
- Team manager: Giorgio Ajazzone

Area Amministrativa
- Direttore Amministrativo: Filippo Spitaleri

Area comunicazione
- Direttore Comunicazione: Alberto Marangon
- Addetto Stampa e New Media: Matteo Gamba
- Ufficio Stampa: Federico Berlingheri

Area marketing
- Direttore Marketing: Marco Caroli
- Ufficio marketing: Angelo Catanzano, Giuseppe Croce, Christian Monti

Area tecnica
- Direttore sportivo: Pasquale Sensibile (fino al 17 dicembre 2012), poi Carlo Osti
- Coordinatore Area Tecnica: Domenico Teti (fino al 17 dicembre 2012)
- Responsabile Osservatori: Mattia Baldini
- Responsabile Video-analisi: Giuseppe Bugatti (fino al 17 dicembre 2012)
- Responsabile Tecnico Settore Giovanile: Giovanni Invernizzi
- Scouting, Selezione e Metodologia Settore Giovanile: Angelo Massola
- Segretario Settore Giovanile: Alessandro Terzi

Staff tecnico
- Allenatore: Ciro Ferrara (fino al 17 dicembre 2012), poi Delio Rossi
- Allenatore in seconda: Angelo Peruzzi (fino al 17 dicembre 2012), poi Fedele Limone
- Collaboratore tecnico: Maurizio Schincaglia (fino al 17 dicembre 2012)
- Responsabile preparatori atletici: Massimo Neri (fino al 17 dicembre 2012)
- Preparatore atletico: Simone Lucchesi (fino al 17 dicembre 2012), poi Massimo Catalano e Valter Vio
- Recupero Infortuni: Umberto Borino (fino al 17 dicembre 2012)
- Preparatore dei portieri: Antonio Chimenti (fino al 17 dicembre 2012), poi Andrea Sardini

Area sanitaria
- Responsabile Medico: Dott. Amedeo Baldari
- Medici sociali: Prof. Claudio Mazzola, Dott. Gian Edilio Solimei
- Massaggiatori e Fisioterapisti: Roberto Cappannelli, Mauro Doimi, Maurizio Lo Biundo

## Rosa
| N. |                      | Ruolo | Calciatore           |
| -- | -------------------- | ----- | -------------------- |
| 1  | Brasile (bandiera)   | P     | Angelo da Costa      |
| 2  | Paraguay (bandiera)  | C     | Marcelo Estigarribia |
| 3  | Italia (bandiera)    | D     | Andrea Costa         |
| 4  | Argentina (bandiera) | D     | Matías Rodríguez     |
| 5  | Brasile (bandiera)   | C     | Renan                |
| 6  | Italia (bandiera)    | C     | Enzo Maresca         |
| 7  | Italia (bandiera)    | D     | Paolo Castellini     |
| 8  | Germania (bandiera)  | D     | Shkodran Mustafi     |
| 9  | Italia (bandiera)    | A     | Nicola Pozzi         |
| 10 | Argentina (bandiera) | A     | Maxi López           |
| 11 | Italia (bandiera)    | C     | Gianni Munari        |
| 12 | Argentina (bandiera) | C     | Fernando Tissone     |
| 12 | Italia (bandiera)    | A     | Gianluca Sansone     |
| 13 | Svizzera (bandiera)  | D     | Gaetano Berardi      |
| 14 | Spagna (bandiera)    | C     | Pedro Obiang         |
| 15 | Danimarca (bandiera) | D     | Simon Poulsen        |

| N. |                      | Ruolo | Calciatore                     |
| -- | -------------------- | ----- | ------------------------------ |
| 16 | Italia (bandiera)    | C     | Andrea Poli                    |
| 17 | Italia (bandiera)    | C     | Angelo Palombo                 |
| 19 | Italia (bandiera)    | D     | Lorenzo De Silvestri           |
| 21 | Italia (bandiera)    | C     | Roberto Soriano                |
| 22 | Argentina (bandiera) | P     | Sergio Romero                  |
| 23 | Brasile (bandiera)   | A     | Éder                           |
| 25 | Serbia (bandiera)    | C     | Nenad Krstičić                 |
| 28 | Italia (bandiera)    | D     | Daniele Gastaldello (capitano) |
| 29 | Argentina (bandiera) | A     | Juan Antonio                   |
| 32 | Italia (bandiera)    | P     | Tommaso Berni                  |
| 35 | Svizzera (bandiera)  | D     | Jonathan Rossini               |
| 79 | Italia (bandiera)    | C     | Davide Gavazzi                 |
| 93 | Svizzera (bandiera)  | A     | Andelko Savic                  |
| 95 | Italia (bandiera)    | P     | Wladimiro Falcone              |
| 98 | Argentina (bandiera) | A     | Mauro Icardi                   |

## Calciomercato

### Sessione estiva(dall'1/7 al 31/8)
La campagna acquisti della Sampdoria, appena ritornata in Serie A, vede gli arrivi di: Berni, De Silvestri, Poulsen, Maresca, Estigarribia e Maxi López. Dai rispettivi prestiti tornano Poli e Tissone che si aggregano alla rosa. Infine, la società riscatta Costa, Castellini, Renan ed Éder.
Non vengono confermati invece Rispoli, Foggia e Pellè. Fiorillo, Volta, Laczkó e Gentsoglou vengono dati in prestito, mentre vengono ceduti definitivamente Padelli, Dessena, Sammarco, Padalino, Semioli, Fornaroli e Foti. Non essendo riuscito a trovare una sistemazione nel calciomercato estivo Palombo rimane inizialmente fuori rosa, per poi essere reintegrato nel gruppo a partire dall'11 settembre 2012. A Bertani, che è stato condannato a 3 anni e 6 mesi di squalifica, viene rescisso il contratto.
| Acquisti | Acquisti             | Acquisti       | Acquisti      |
| R.       | Nome                 | da             | Modalità      |
| -------- | -------------------- | -------------- | ------------- |
| D        | Paolo Castellini     | Parma          | riscatto      |
| D        | Andrea Costa         | Reggina        | riscatto      |
| C        | Renan                | CFR Cluj       | riscatto      |
| C        | Fernando Tissone     | Udinese        | riscatto      |
| A        | Éder                 | Empoli         | riscatto      |
| P        | Tommaso Berni        | Braga          | svincolato    |
| D        | Simon Poulsen        | AZ Alkmaar     | svincolato    |
| C        | Enzo Maresca         | Malaga         | svincolato    |
| C        | Davide Gavazzi       | Vicenza        | definitivo    |
| A        | Simone Corazza       | Portogruaro    | definitivo    |
| D        | Lorenzo De Silvestri | Fiorentina     | prestito      |
| C        | Marcelo Estigarribia | Dep. Maldonado | prestito      |
| A        | Maxi López           | Catania        | prestito      |
| P        | Daniele Padelli      | Udinese        | fine prestito |
| D        | Gianluigi Bianco     | Vicenza        | fine prestito |
| D        | Fabrizio Cacciatore  | Varese         | fine prestito |
| D        | Vedran Celjak        | Pergocrema     | fine prestito |
| C        | Angelo Palombo       | Inter          | fine prestito |
| C        | Andrea Poli          | Inter          | fine prestito |
| C        | Paolo Sammarco       | Chievo         | fine prestito |
| C        | Francesco Signori    | Modena         | fine prestito |
| C        | Fernando Tissone     | Maiorca        | fine prestito |
| A        | Jonathan Biabiany    | Parma          | fine prestito |
| A        | Salvatore Foti       | Brescia        | fine prestito |
| A        | Massimo Maccarone    | Empoli         | fine prestito |
| A        | Federico Piovaccari  | Brescia        | fine prestito |
| A        | Alessandro Romeo     | Ascoli         | fine prestito |
| A        | Emanuele Testardi    | Siracusa       | fine prestito |
| A        | Simone Zaza          | Viareggio      | fine prestito |

| Cessioni | Cessioni            | Cessioni     | Cessioni      |
| R.       | Nome                | a            | Modalità      |
| -------- | ------------------- | ------------ | ------------- |
| D        | Andrea Rispoli      | Parma        | fine prestito |
| C        | Pasquale Foggia     | Lazio        | fine prestito |
| A        | Graziano Pellè      | Parma        | fine prestito |
| D        | Alessandro Bastrini | Vicenza      | riscatto      |
| D        | Alberto Masi        | Pro Vercelli | riscatto      |
| C        | Daniele Dessena     | Cagliari     | riscatto      |
| A        | Mattia Mustacchio   | Vicenza      | riscatto      |
| A        | Alessandro Romeo    | Trapani      | svincolato    |
| A        | Cristian Bertani    |              | svincolato    |
| P        | Daniele Padelli     | Udinese      | definitivo    |
| D        | Gianluigi Bianco    | Avellino     | definitivo    |
| C        | Marco Padalino      | Vicenza      | definitivo    |
| C        | Paolo Sammarco      | Spezia       | definitivo    |
| C        | Franco Semioli      | Vicenza      | definitivo    |
| A        | Bruno Fornaroli     | Boston River | definitivo    |
| A        | Salvatore Foti      | Lecce        | definitivo    |
| A        | Jonathan Biabiany   | Parma        | comproprietà  |
| P        | Vincenzo Fiorillo   | Livorno      | prestito      |
| D        | Fabrizio Cacciatore | Verona       | prestito      |
| D        | Vedran Celjak       | Grosseto     | prestito      |
| D        | Zsolt Laczkó        | Vicenza      | prestito      |
| D        | Massimo Volta       | Levante      | prestito      |
| C        | Davide Gavazzi      | Vicenza      | prestito      |
| C        | Savvas Gentsoglou   | Livorno      | prestito      |
| C        | Francesco Signori   | Modena       | prestito      |
| A        | Simone Corazza      | Portogruaro  | prestito      |
| A        | Massimo Maccarone   | Empoli       | prestito      |
| A        | Federico Piovaccari | Novara       | prestito      |
| A        | Emanuele Testardi   | Lanciano     | prestito      |
| A        | Simone Zaza         | Ascoli       | prestito      |

### Sessione invernale(dal 3/1 al 31/1)
Il mercato di riparazione vede gli acquisti a titolo definitivo di Matías Rodríguez e quello in compartecipazione di Gianluca Sansone; come uscite si registrano quelle di Fernando Tissone e i prestiti di Juan Antonio e Nicola Pozzi.
| Acquisti | Acquisti            | Acquisti             | Acquisti      |
| R.       | Nome                | da                   | Modalità      |
| -------- | ------------------- | -------------------- | ------------- |
| D        | Matías Rodríguez    | Universidad de Chile | definitivo    |
| A        | Gianluca Sansone    | Torino               | comproprietà  |
| D        | Massimo Volta       | Levante              | fine prestito |
| C        | Davide Gavazzi      | Vicenza              | fine prestito |
| A        | Federico Piovaccari | Novara               | fine prestito |
| A        | Emanuele Testardi   | Lanciano             | fine prestito |

| Cessioni | Cessioni            | Cessioni | Cessioni   |
| R.       | Nome                | a        | Modalità   |
| -------- | ------------------- | -------- | ---------- |
| C        | Fernando Tissone    | Maiorca  | definitivo |
| A        | Emanuele Testardi   | Südtirol | definitivo |
| D        | Massimo Volta       | Cesena   | prestito   |
| A        | Juan Antonio        | Varese   | prestito   |
| A        | Federico Piovaccari | Grosseto | prestito   |
| A        | Nicola Pozzi        | Siena    | prestito   |

## Risultati

### Serie A

#### Girone di andata
| Arbitro: | Banti (Livorno) |

|  |           |           |
|  | Marcatori | 58’ Costa |

| Arbitro: | Rocchi (Firenze) |

|                              |           |                |
| M. López 45’ Gastaldello 69’ | Marcatori | 63’ Vergassola |

| Arbitro: | Pinzani (Empoli) |

|                       |           |                                    |
| Çelik 74’ Caprari 90’ | Marcatori | 31’, 76’ M. López 61’ Estigarribia |

| Arbitro: | Calvarese (Teramo) |

|                  |           |                    |
| Pozzi 85’ (rig.) | Marcatori | 69’ (rig.) Bianchi |

| Arbitro: | Mazzoleni (Bergamo) |

|           |           |            |
| Totti 35’ | Marcatori | 62’ Munari |

| Arbitro: | Tagliavento (Terni) |

|  |           |                   |
|  | Marcatori | 67’ (rig.) Cavani |

| Arbitro: | Gervasoni (Mantova) |

|                              |           |             |
| Théréau 45+1’ Di Michele 87’ | Marcatori | 61’ Maresca |

| Arbitro: | Peruzzo (Schio) |

|                        |           |                 |
| Amauri 36’ (rig.), 52’ | Marcatori | 80’ (rig.) Éder |

| Arbitro: | Rocchi (Firenze) |

|  |           |             |
|  | Marcatori | 47’ Dessena |

| Arbitro: | Doveri (Roma 1) |

|                                          |           |                       |
| Milito 52’ (rig.) Palacio 68’ Guarin 81’ | Marcatori | 20’ Munari 90+4’ Éder |

| Arbitro: | Russo (Nola) |

|             |           |                            |
| Maresca 52’ | Marcatori | 2’ Bonaventura 76’ De Luca |

| Arbitro: | Giannoccaro (Lecce) |

|                 |           |  |
| Dybala 52’, 71’ | Marcatori |  |

| Arbitro: | Mazzoleni (Bergamo) |

|                                     |           |              |
| Poli 15’ Bovo 36’ (aut.) Icardi 87’ | Marcatori | 73’ Immobile |

| Arbitro: | Celi (Bari) |

|          |           |  |
| Poli 61’ | Marcatori |  |

| Arbitro: | Valeri (Roma 2) |

|                |           |                                   |
| Savić 21’, 75’ | Marcatori | 48’ Krstičić 72’ (aut.) Rodríguez |

| Arbitro: | Gervasoni (Mantova) |

|  |           |                          |
|  | Marcatori | 17’ Danilo 28’ Di Natale |

| Arbitro: | Giacomelli (Trieste) |

|                                          |           |                    |
| Paglialunga 55’ Bergessio 65’ Castro 90’ | Marcatori | 29’ (rig.) Maresca |

| Arbitro: | Rizzoli (Bologna) |

|  |           |              |
|  | Marcatori | 31’ Hernanes |

| Arbitro: | Valeri (Roma 2) |

|                     |           |                 |
| Giovinco 23’ (rig.) | Marcatori | 52’, 68’ Icardi |

#### Girone di ritorno
| Genova 13 gennaio 2013, ore 20:45 UTC+1 20ª giornata | Sampdoria                | 0 – 0 referto | Milan | Stadio Luigi Ferraris (24.544 spett.)\| Arbitro: \| Guida (Torre Annunziata) \| |
| Arbitro:                                             | Guida (Torre Annunziata) |               |       |                                                                                 |

| Arbitro: | Russo (Nola) |

|             |           |  |
| Bogdani 71’ | Marcatori |  |

| Arbitro: | Tommasi (Bassano del Grappa) |

|                                                      |           |  |
| Éder 31’ (rig.) Icardi 42’, 56’, 58’, 72’ Obiang 50’ | Marcatori |  |

| Torino 2 febbraio 2013, ore 18:00 UTC+1 23ª giornata | Torino            | 0 – 0 referto | Sampdoria | Stadio Olimpico (Torino) (14.420 spett.)\| Arbitro: \| Rizzoli (Bologna) \| |
| Arbitro:                                             | Rizzoli (Bologna) |               |           |                                                                             |

| Arbitro: | Celi (Bari) |

|                                         |           |            |
| Estigarribia 56’ Sansone 72’ Icardi 77’ | Marcatori | 75’ Lamela |

| Napoli 17 febbraio 2013, ore 15:00 UTC+1 25ª giornata | Napoli          | 0 – 0 referto | Sampdoria | Stadio San Paolo (41.734 spett.)\| Arbitro: \| Doveri (Roma 1) \| |
| Arbitro:                                              | Doveri (Roma 1) |               |           |                                                                   |

| Arbitro: | Abbattista (Molfetta) |

|                   |           |  |
| Poli 33’ Éder 83’ | Marcatori |  |

| Arbitro: | Valeri (Roma 2) |

|            |           |  |
| Icardi 58’ | Marcatori |  |

| Arbitro: | Massa (Imperia) |

|                      |           |                       |
| Ibarbo 18’, 52’, 72’ | Marcatori | 90+1’ (rig.) M. López |

| Arbitro: | Banti (Livorno) |

|  |           |                    |
|  | Marcatori | 43’, 90+3’ Palacio |

| Bergamo 30 marzo 2013, ore 15:00 UTC+1 30ª giornata | Atalanta       | 0 – 0 referto | Sampdoria | Stadio Atleti Azzurri d'Italia (13.337 spett.)\| Arbitro: \| Romeo (Verona) \| |
| Arbitro:                                            | Romeo (Verona) |               |           |                                                                                |

| Arbitro: | Guida (Torre Annunziata) |

|            |           |                                      |
| Munari 43’ | Marcatori | 35’ von Bergen 49’ Iličič 56’ García |

| Arbitro: | Orsato (Schio) |

|               |           |          |
| Matuzalém 80’ | Marcatori | 28’ Éder |

| Arbitro: | Peruzzo (Schio) |

|               |           |             |
| Gilardino 24’ | Marcatori | 59’ Sansone |

| Arbitro: | Rizzoli (Bologna) |

|  |           |                                      |
|  | Marcatori | 36’ Cuadrado 41’ Ljajić 73’ Aquilani |

| Arbitro: | Tagliavento (Terni) |

|                               |           |          |
| Di Natale 29’, 52’ Muriel 87’ | Marcatori | 34’ Éder |

| Arbitro: | Celi (Bari) |

|                  |           |            |
| De Silvestri 36’ | Marcatori | 68’ Spolli |

| Arbitro: | Romeo (Verona) |

|                                    |           |  |
| Floccari 10’ Candreva 90+4’ (rig.) | Marcatori |  |

| Arbitro: | Gervasoni (Mantova) |

|                                             |           |                                    |
| Éder 31’ (rig.) De Silvestri 57’ Icardi 75’ | Marcatori | 25’ Quagliarella 90+1’ Giaccherini |

### Coppa Italia

#### Turni preliminari
| Arbitro: | Celi (Bari) |

|                                                 |                      |                                          |
| Danilevičius 90+1’                              | Marcatori            | 83’ M. López                             |
| Erpen Acosty Dicuonzo Scognamiglio Danilevičius | Tiri di rigore 4 – 3 | Poli Estigarribia Costa Soriano M. López |

## Statistiche

### Statistiche di squadra
| Competizione | Punti | In casa | In casa | In casa | In casa | In casa | In casa | In trasferta | In trasferta | In trasferta | In trasferta | In trasferta | In trasferta | Totale | Totale | Totale | Totale | Totale | Totale | DR |
| Competizione | Punti | G       | V       | N       | P       | Gf      | Gs      | G            | V            | N            | P            | Gf           | Gs           | G      | V      | N      | P      | Gf     | Gs     | DR |
| ------------ | ----- | ------- | ------- | ------- | ------- | ------- | ------- | ------------ | ------------ | ------------ | ------------ | ------------ | ------------ | ------ | ------ | ------ | ------ | ------ | ------ | -- |
| Serie A      | 42    | 19      | 8       | 3       | 8       | 25      | 22      | 19           | 3            | 7            | 9            | 18           | 29           | 38     | 11     | 10     | 17     | 43     | 51     | -8 |
| Coppa Italia | -     | 0       | 0       | 0       | 0       | 0       | 0       | 1            | 0            | 1            | 0            | 1            | 1            | 1      | 0      | 1      | 0      | 1      | 1      | 0  |
| Totale       | -     | 19      | 8       | 3       | 8       | 25      | 22      | 20           | 3            | 8            | 9            | 19           | 30           | 39     | 11     | 11     | 17     | 44     | 52     | -8 |

### Andamento in campionato
| Giornata  | 1 | 2 | 3 | 4 | 5 | 6 | 7 | 8 | 9 | 10 | 11 | 12 | 13 | 14 | 15 | 16 | 17 | 18 | 19 | 20 | 21 | 22 | 23 | 24 | 25 | 26 | 27 | 28 | 29 | 30 | 31 | 32 | 33 | 34 | 35 | 36 | 37 | 38 |
| --------- | - | - | - | - | - | - | - | - | - | -- | -- | -- | -- | -- | -- | -- | -- | -- | -- | -- | -- | -- | -- | -- | -- | -- | -- | -- | -- | -- | -- | -- | -- | -- | -- | -- | -- | -- |
| Luogo     | T | C | T | C | T | C | T | T | C | T  | C  | T  | C  | C  | T  | C  | T  | C  | T  | C  | T  | C  | T  | C  | T  | C  | C  | T  | C  | T  | C  | T  | T  | C  | T  | C  | T  | C  |
| Risultato | V | V | V | N | N | P | P | P | P | P  | P  | P  | V  | V  | N  | P  | P  | P  | V  | N  | P  | V  | N  | V  | N  | V  | V  | P  | P  | N  | P  | N  | N  | P  | P  | N  | P  | V  |
| Posizione | 8 | 4 | 4 | 3 | 3 | 5 | 7 | 7 | 9 | 14 | 15 | 15 | 15 | 11 | 12 | 12 | 14 | 15 | 14 | 14 | 14 | 13 | 14 | 11 | 12 | 10 | 10 | 10 | 10 | 12 | 14 | 14 | 13 | 14 | 15 | 14 | 15 | 14 |

Legenda:

Luogo: C = Casa; T = Trasferta. Risultato: V = Vittoria; N = Pareggio; P = Sconfitta.

### Statistiche dei giocatori
| Giocatore       | Serie A  | Serie A | Serie A     | Serie A    | Coppa Italia | Coppa Italia | Coppa Italia | Coppa Italia | Totale   | Totale | Totale      | Totale     |
| Giocatore       | Presenze | Reti    | Ammonizioni | Espulsioni | Presenze     | Reti         | Ammonizioni  | Espulsioni   | Presenze | Reti   | Ammonizioni | Espulsioni |
| --------------- | -------- | ------- | ----------- | ---------- | ------------ | ------------ | ------------ | ------------ | -------- | ------ | ----------- | ---------- |
| J. Antonio      | 2        | 0       | 0           | 0          | 0            | 0            | 0            | 0            | 2        | 0      | 0           | 0          |
| G. Berardi      | 21       | 0       | 5           | 1          | 0            | 0            | 0            | 0            | 21       | 0      | 5           | 1          |
| T. Berni        | 3        | -5      | 0           | 1          | 0            | -0           | 0            | 0            | 3        | -5     | 0           | 1          |
| P. Castellini   | 7        | 0       | 0           | 0          | 1            | 0            | 0            | 0            | 8        | 0      | 0           | 0          |
| A. Costa        | 27       | 1       | 6           | 2          | 1            | 0            | 0            | 0            | 28       | 1      | 6           | 2          |
| A. da Costa     | 4        | -7      | 0           | 0          | 0            | -0           | 0            | 0            | 4        | -7     | 0           | 0          |
| L. De Silvestri | 24       | 2       | 5           | 0          | 1            | 0            | 1            | 0            | 25       | 2      | 6           | 0          |
| Éder            | 30       | 7       | 5           | 0          | 0            | 0            | 0            | 0            | 30       | 7      | 5           | 0          |
| M. Estigarribia | 34       | 2       | 2           | 0          | 1            | 0            | 0            | 0            | 35       | 2      | 2           | 0          |
| W. Falcone      | 0        | -0      | 0           | 0          | 0            | -0           | 0            | 0            | 0        | -0     | 0           | 0          |
| D. Gastaldello  | 33       | 1       | 13          | 2          | 1            | 0            | 0            | 0            | 34       | 1      | 13          | 2          |
| D. Gavazzi      | 0        | 0       | 0           | 0          | 0            | 0            | 0            | 0            | 0        | 0      | 0           | 0          |
| M. Icardi       | 31       | 10      | 3           | 0          | 0            | 0            | 0            | 0            | 31       | 10     | 3           | 0          |
| N. Krstičić     | 25       | 1       | 10          | 0          | 1            | 0            | 0            | 0            | 26       | 1      | 10          | 0          |
| M. López        | 17       | 4       | 1           | 0          | 1            | 1            | 0            | 0            | 18       | 5      | 1           | 0          |
| E. Maresca      | 16       | 3       | 4           | 1          | 0            | 0            | 0            | 0            | 16       | 3      | 4           | 1          |
| G. Munari       | 27       | 3       | 6           | 0          | 1            | 0            | 0            | 0            | 28       | 3      | 6           | 0          |
| S. Mustafi      | 17       | 0       | 3           | 1          | 0            | 0            | 0            | 0            | 17       | 0      | 3           | 1          |
| P. Obiang       | 34       | 1       | 6           | 0          | 1            | 0            | 0            | 0            | 35       | 1      | 6           | 0          |
| A. Palombo      | 15       | 0       | 4           | 0          | 0            | 0            | 0            | 0            | 15       | 0      | 4           | 0          |
| A. Poli         | 31       | 3       | 5           | 0          | 1            | 0            | 1            | 0            | 32       | 3      | 6           | 0          |
| S. Poulsen      | 7        | 0       | 0           | 0          | 0            | 0            | 0            | 0            | 7        | 0      | 0           | 0          |
| N. Pozzi        | 6        | 1       | 1           | 0          | 1            | 0            | 0            | 0            | 7        | 1      | 1           | 0          |
| Renan           | 5        | 0       | 0           | 1          | 0            | 0            | 0            | 0            | 5        | 0      | 0           | 1          |
| M. Rodríguez    | 1        | 0       | 1           | 0          | 0            | 0            | 0            | 0            | 1        | 0      | 1           | 0          |
| S. Romero       | 32       | -39     | 3           | 1          | 1            | -1           | 0            | 0            | 33       | -40    | 3           | 1          |
| J. Rossini      | 25       | 0       | 2           | 0          | 1            | 0            | 0            | 0            | 26       | 0      | 2           | 0          |
| G. Sansone      | 14       | 2       | 1           | 0          | 0            | 0            | 0            | 0            | 14       | 2      | 1           | 0          |
| A. Savic        | 1        | 0       | 0           | 0          | 0            | 0            | 0            | 0            | 1        | 0      | 0           | 0          |
| R. Soriano      | 24       | 0       | 4           | 0          | 1            | 0            | 0            | 0            | 25       | 0      | 4           | 0          |
| F. Tissone      | 12       | 0       | 4           | 0          | 0            | 0            | 0            | 0            | 12       | 0      | 4           | 0          |